# Josef Pavelka (odbojář)
Josef Pavelka (8. září 1923 Praha – 9. září 1952 Věznice Pankrác) byl český úředník a protikomunistický odbojář odsouzený komunistickým režimem k trestu smrti a popravený v roce 1952.
Narodil se v roce 1923 v Praze do rodiny úředníka. Po absolvování základního vzdělání nastoupil základní vojenskou službu a stal se úředníkem. Za druhé světové války byl totálně nasazen v Německé říši. Po konci války se stal členem Československé strany lidové.

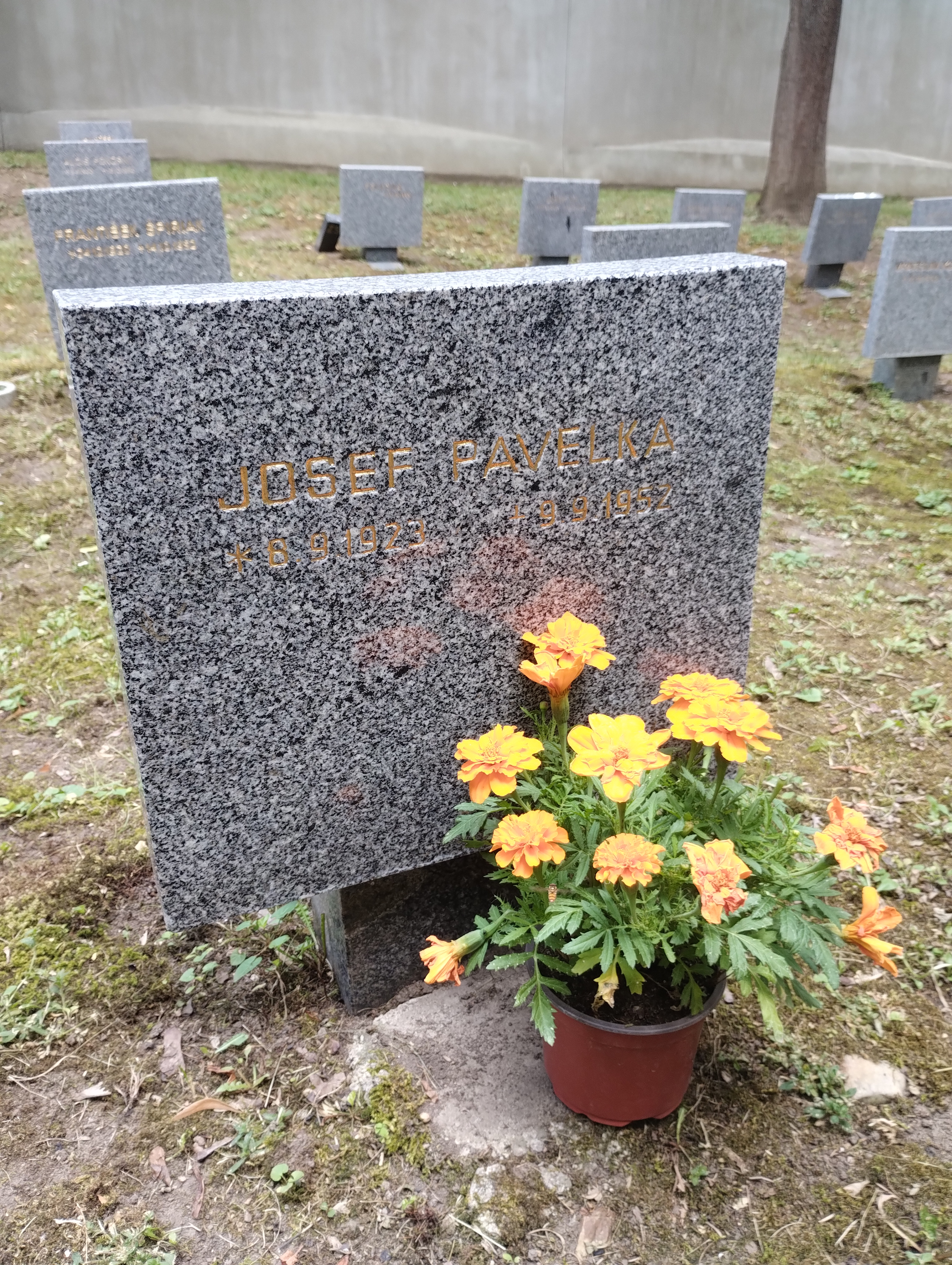
Symbolický náhrobek Josefa Pavelky na Čestném pohřebišti v Ďáblicích

Po únorovém převratu se v roce 1949 zapojil do protikomunistického odboje, přičemž se stal členem skupiny vedené Vladimírem Komárkem, který byl agent zpravodajských služeb ze západu. Skupina však byla agenty Státní bezpečností odhalena. Poté, co jej agenti StB přijeli zatknout do jeho bytu, Pavelka jednoho z nich střelil, čímž jej smrtelně zranil. Z bytu se mu poté sice podařilo uprchnout, ale ještě v únoru 1951 byl zatčen. Ve vazbě byl poté vyšetřovateli mučen. V následném politickém procesu zvaném Josef Pavelka a spol. konaném v březnu 1952 byl odsouzen k trestu smrti. Popraven byl v září 1952. Pohřben byl do společného hrobu na Ďáblickém hřbitově.